# ليسرا مارتن
ليسرا مارتن (بالإنجليزية: Lesra Martin)‏ (ولد في 11 أبريل 1963) هو محامية أمريكية كندية ومتحدثة تحفيزية وكاتبة. ربما يكون معروفًا بمساهمته في إطلاق سراح الملاكم السابق روبين "الإعصار" كارتر.

## روبين "الإعصار" كارتر
اشتهر مارتن بمشاركته في إطلاق سراح الملاكم السابق روبين "الإعصار" كارتر عام 1985 بعد أن قضى ما يقرب من 20 عام في السجن بتهمة القتل عام 1966 والتي لم يكن لكارتر أي علاقة بها (ومع ذلك فقد أدين مرتين من قبل هيئات المحلفين بالتحيز العنصري الواضح). بدأت مشاركة مارتن بعد أن قرأ سيرة كارتر الذاتية "الجولة السادسة عشرة". كتب مارتن إلى كارتر، وهو في السجن عام 1980، والتقى به في السجن الذي كان مسجون فيه في ترينتون، نيو جيرسي.
وقد أدى هذا الاتصال إلى إشراك المجموعة التي كان مارتن يعيش معها في تورنتو، في السعي لإطلاق سراح كارتر. وعلى الرغم من إدانة كارتر في إعادة المحاكمة عام 1976 وخسر استئنافه من تلك الإدانة الإضافية، فقد بدأت إجراءات أخرى في فبراير/شباط 1985 في محكمة اتحادية أسفرت عن إطلاق سراحه في نوفمبر/تشرين الثاني من ذلك العام من قبل القاضي هادون لي ساروكين الذي قضى بأن القضية كانت تستند إلى العنصرية وحجب الأدلة التي كان من الممكن أن تساعد كارتر. تم تصوير قصة إطلاق سراح كارتر بما في ذلك تورط مارتن في فيلم الإعصار The Hurricane بطولة دينزل واشنطن على الرغم من أن أجزاء كبيرة من القصة خيالية؛ تم تصوير مارتن في الفيلم من قبل فيسيلوس ريون شانون.

## الظهور الإعلامي
ظهر مارتن في برنامج أوبرا وينفري، وبرنامج لاري كينج لايف على قناة سي إن إن، وكان موضوع إنتاج مجلس الفيلم الوطني، رحلة ليسرا مارتن، من إخراج شيريل فوجو.

## روابط خارجية
- موقع ليسرا مارتن على الويب
- رحلة ليسرا مارتن في المتحف الوطني للأفلام، 2002
- تفاصيل الفيلم، رحلة ليسرا مارتن، صحيفة نيويورك تايمز
- قاعدة بيانات الأفلام على الإنترنت، رحلة ليسرا مارتن